# Eugene William Oates

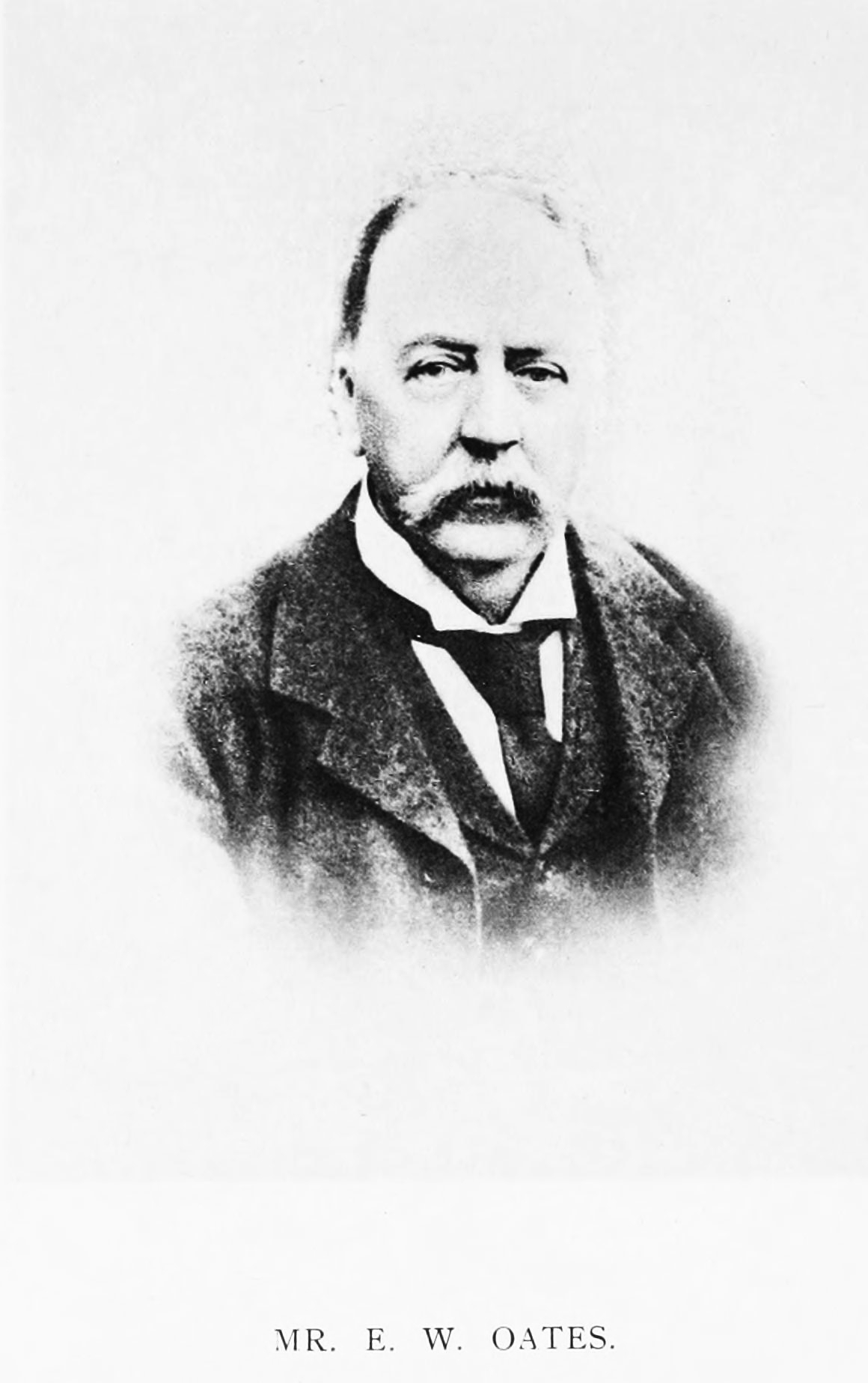
Eugene William Ooates, 1908

Eugene William Oates (31. Dezember 1845 in Agrigent, Sizilien – 16. November 1911 in Edgbaston, England) war ein britischer Naturwissenschaftler.

## Leben
Oates wurde 1845 auf Sizilien geboren und ging im englischen Bath zur Schule. Er besuchte dort zeitweise das Sydney College und wurde später von Privatlehrern unterrichtet.  Zwischen 1867 und 1899 war er Beamter der britischen Kolonialverwaltung in Indien und Burma. Nach seiner Pensionierung kehrte er nach Großbritannien zurück, wo er am Natural History Museum in London die Vogeleiersammlung katalogisierte. Von 1898 bis 1901 war er außerdem Sekretär der British Ornithologists’ Union.

## Dedikationsnamen
Die indische Schlangenart Typhlops oatesii, die George Albert Boulenger 1890 beschrieb, trägt ihr Artepitheton oatesii zu seinen Ehren. Allan Octavian Hume ehrte ihn 1873 im Namen der Rostbauchpitta (Hydrornis oatesi). George Rippon (1861–1927) nannte 1903 die Assam-Zaunkönigstimalie (Spelaeornis oatesi). Außerdem findet sich sein Name in den Unterarten des Swinhoeblauschnäppers (Niltava vivida oatesi Salvadori, 1887), des Eichelhähers (Garrulus glandarius oatesi Sharpe, 1896), der Schwarzbrauen-Papageimeise (Chleuasicus atrosuperciliaris oatesi (Sharpe, 1903)) und des Kalifasans (Lophura leucomelanos oatesi (Ogilvie-Grant, 1893)). Die von Herbert Hastings Harington 1913 beschriebene Unterart Siva cyanouroptera oatesi gilt heute als Synonym für die Blauflügelsiva (Siva cyanouroptera sordidior (Sharpe, 1888)), die von Charles Boughey Rickett 1901 beschriebene Art Anser oatesi als Synonym für die Kurzschnabelgans (Anser brachyrhynchus Baillon, 1834).

## Veröffentlichungen
- Oates, E.W. (1883). A handbook to the birds of British Burmah including those found in the adjoining state of Karennee. Vol II. R.H. Porter, London.
- Oates, E.W. (1888). On the Indian and Burmese Scorpions of the Genus Isometrus, with Description of Three new Species. Journal of the Bombay Natural History Society, vol.iii, p. 244–250
- Oates, E.W. (1899). A manual of the Game Birds of India. Vol. II, p. 139–146. Cambridge: Bombay.
- Oates, E.W. & Blanford, W.T. (1889–98). The Fauna of British India, Including Ceylon and Burma. (birds). 4 vols. Taylor & Francis, London.

## Einzelbelege
1. ↑   Anon.: Obituary: Eugene William Oates. In: Ibis. 54, Nr. 2, 1912. doi:10.1111/j.1474-919X.1912.tb05299.x
2. ↑  George Albert Boulenger, S. 238.
3. ↑  Allan Octavian Hume, S. 477.
4. ↑  George Rippon, S. 83.
5. ↑  Tommaso Salvadori, S. 514.
6. ↑  Richard Bowdler Sharpe (1896), S. 44.
7. ↑  Richard Bowdler Sharpe (1903), S. 70.
8. ↑  William Robert Ogilvie-Grant, S. 306.
9. ↑  Herbert Hastings Harington, S. 62.
10. ↑  Charles Boughey Rickett, S. 46.

| Personendaten    | Personendaten                   |
| ---------------- | ------------------------------- |
| NAME             | Oates, Eugene William           |
| KURZBESCHREIBUNG | britischer Naturwissenschaftler |
| GEBURTSDATUM     | 31. Dezember 1845               |
| GEBURTSORT       | Agrigent, Sizilien              |
| STERBEDATUM      | 16. November 1911               |
| STERBEORT        | Edgbaston, England              |